# Keban Agung (Bermani Ilir)
Keban Agung is een bestuurslaag in het regentschap Kepahiang van de provincie Bengkulu, Indonesië. Keban Agung telt 1707 inwoners (volkstelling 2010).